# سيمون دياز
سيمون نارسيسو دياز ماركيز (بالإسبانية: Simón Díaz) ولد يوم 8 أغسطس 1928 وتوفي في 19 شباط/فبراير 2014، هو مغني فنزويلي حاصل على جائزة غرامي.

## المسيرة المهنية
سعى دياز لاسترداد الفولكلور والتقاليد الموسيقية من لانوس. منذ ذلك الحين وهذا النمط من الموسيقى يتم تنفيذه وإعادة إحيائه من قبل مجموعة من الفنانين مثل الأرجنتيني مرسيدس سوسا، البرازيلي كايتانو فيلوسو، الإسباني جوان مانويل سيرات، البيروي سوزانا باكا، البورتوريكي داني ريفيرا، الفنزويليين فرانكو دد فيتا، سوليداد برافو، خوان كارلوس سالازار، كارلوس بوتي وخوسيه لويس رودريغيز وآخرون. العديد من أعمال دياز تم تكييفها من قبل سمفونيات كورالي ثم تم تفريقها في جميع أنحاء فنزويلا، فضلا عن كونها تدمج الاوركسترا والترتيبات الجوقية من الموصلات والملحنين الموسيقيين الأكاديميين.
مجموعة من الفنانين من مختلف التخصصات الأخرى قد استخدموا العديد من أعمال دياز، على سبيل المثال الألمانية المتخصصة في فن الرقص بينا باوش حيث قامت بشمل بعض أغاني دياز في عملها على غرار دو نور. أيضا المخرج بيدرو ألمودوبار حيث استعمل أغنية دياز التي حملت عنوان "Tonada de Luna Llena" كجزء من الموسيقى التصويرية لفيلمه زهرة سري (بالإنجليزية: The Flower Of My Secret) حيث تغنى بها الفنان البرازيلي كايتانو فيلوسو.
قام دياز بتأدية مجموعة من أغانيه على خشبة المسرح، كما قام بعرضها على شاكلة صور المتحركة هذا بالإضافة إلى عرضها في التلفزيون. وفي 1960 أصبح دياز كوميديا في فنزويلا، حيث كان قياديا في ثلاث مسرحيات في أفلام مثل El Reportero و Isla de sal; كما أنتج واستضاف 12 عمل تلفزيوني، كل منهم وضعت لتعزيز الموسيقى الفنزويلية. واحدة من هذه العروض حملت اسم Contesta por Tío Simon، وقد خصصت لتدريس الثقافة الشعبية للأطفال. كما تجدر الإشارة إلى أن دياز قضى مدة 10 سنوات في هذا المجال وخلال ذلك الوقت بدأ المشاهدين يدعونه «بـالعم سيمون». كان لدياز برنامج إذاعي يذاع يوميا طيلة خمسة وعشرين عاما وقد ركز هذا البرنامج على الفولكلور الفنزويلي الموسيقي. كما سجل أكثر من 70 من السجلات والأقراص المدمجة وقدم عدد لا يحصى من العروض طوال حياته المهنية.

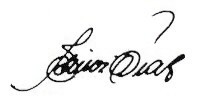
توقيع سيمون دياز

دياز هو مؤلف أغنية "Caballo Viego"، والتي تم تسجيلها من قبل جيبسي كينغز هذا بالإضافة إلى أغنية "Bamboléo". مؤلفاته قد تم تنفيذها من قبل العديد الفنانين مثل بلاثيدو دومينغو، راي كونيف، خوليو إجلسياس، سيليا كروز، روبين بليدز، جيلبرتو سانتا روزا، إيفان لينس، جويس، شيو فيليسيانو، خوان غابرييل، ماريا دولوريس براديرا، Martirio, تانيا ليبرتاد، كودر وديفيندرا بانهارت
قامت القنلة الأمريكية اللاتينية A&E موندو بإنتاج فيلم وثائقي يتحدث عن سيمون تحت عنوان «السيرة الذاتية لدياز»، كما تم تكريمه في العديد من البرامج نظرا لمساهماته القيمة في إثراء الثقافة الفنزويلية.
بعد محاربة مرض الزهايمر لسنوات عديدة، توفي سيمون دياز في 19 شباط/فبراير من سنة 2014.

## الألبومات
| الألبوم    | العنوان                                                   | النوع           |
| ---------- | --------------------------------------------------------- | --------------- |
| LP 6124    | Parranda Criolla                                          | Palacio         |
| LP 6128    | Lila + Hugo + Simón: Música de la Película "Isla de Sal"  | Palacio         |
| LP 6136    | ¡Ya Llegó Simón!                                          | Palacio         |
| LP 6146    | De Parranda con Simón                                     | Palacio         |
| LP 6154    | Criollo y Sabroso                                         | Palacio         |
| LP 6181    | Caracha Negro                                             | Palacio         |
| LP 6194    | Gaitas y Parrandas con Simón                              | Palacio         |
| LP 6221    | Simón En Salsa... En Gaita                                | Palacio         |
| LP 6253    | Gaita 69                                                  | Palacio         |
| LP 6273    | Artistas Venezolanos Solamente                            | Palacio         |
| LP 6275    | Gaita 70                                                  | Palacio         |
| LP 6297    | Gaita 71                                                  | Palacio         |
| LPS 66299  | Tonadas                                                   | Palacio         |
| L.P.S. 109 | Navidad Criolla con el Quinto Criollo                     | Palacio/Guarura |
| LPS 66333  | La Gaita de las Cuñas: El Candidato Chévere ¡Vota por Él! | Palacio/H.B     |
| LPS 66345  | Las Gaitas de Simón: Enemigo Público N°1                  | Palacio/H.B     |
| LPS 66363  | Las Gaitas de Simón: Culpable?                            | Palacio/H.B     |
| LPS 66384  | Tonadas Vol.2                                             | Palacio         |
| LPS 66383  | Las Gaitas de Simón: Cuñas, Locas, Borrachitos            | Palacio/H.B     |
| LPS 66406  | Las Gaitas de Simón                                       | Palacio/H.B     |
| LPS 66407  | Canciones Criollas Vol.3                                  | Palacio         |
| LPS 66430  | Canciones y Tonadas Vol.4                                 | Palacio         |
| LPS 66479  | Golpe y Pasaje: Caballo Viejo                             | Palacio         |
| LPS 66483  | Música Folklórica y Popular de Venezuela en Contrapunto   | Palacio         |
| LPS 66508  | Tonadas Favoritas                                         | Palacio         |
| LPS 66591  | Sus Grandes Éxitos                                        | Palacio         |
| LPS 2058   | Amor Enguayabao                                           | Palacio/Rodven  |
| LPS 2067   | Cuenta y Canta Vol.1                                      | Palacio         |
| LPS 2068   | Cuenta y Canta Vol.2                                      | Palacio         |

## الجوائز والتقديرات
حصل سيمون دياز على أعلى تقدير يمنح من قبل الدولة الفنزويلية وهو «الشريط المحرر النظام»، كما تم منحه درجة الدكتوراه الفخرية من قبل اثنين من كبرى الجامعات الفنزويلية، جامعة سيمون رودريغيز  وجامعة زوليا سيسيليو أكوستا.
في 30 سبتمبر 2008، أعلنت جوائز جرامي اللاتينية أنها ستشرف دياز بجائزة الإنجاز مدى الحياة (El Premio del Consejo Directivo). وفي سنة 2008 حصل دياز على الجائزة اللاتينية من أكاديمية أمناء الجائزة، وقد سلمه إياها مغمي السالسا الفنزويلي أوسكار دي ليون.

## وصلات خارجية
- سيمون دياز على موقع IMDb (الإنجليزية)
- سيمون دياز على موقع ميوزك برينز (الإنجليزية)
- سيمون دياز على موقع أول موفي (الإنجليزية)
- سيمون دياز على موقع أول ميوزيك (الإنجليزية)
- سيمون دياز على موقع ديسكوغز (الإنجليزية)
- ألبومات سيمون دياز (جزئية)
- (بالإسبانية) السيرة الذاتية لسيمون دياز
- (بالإسبانية) تعلم العزف على أغاني سيمون دياز
- (بالإنجليزية) سيمون دياز عام 2009 عندما حصل على جائزة غرامي
- (بالإسبانية) الموسيقار سيمون دياز
- (بالإسبانية) Palabras سيمون دياز